# Radiometrija
Radiometrija je grana optike koja se bavi mjerenjem svojstavaelektromagnetskih valova. Mjerenja se izvode elektroničkim mjernim instrumentima koji se nazivaju radiometrima. Primjenjuju se u radio astronomiji, u medicinskoj dijagnostici, za daljinska istraživanja i tako dalje. Radiometrijske veličine jakost zračenja, ozračenost, ozračenje, tok zračenja i druge obuhvaćaju cijeli spektar elektromagnetskoga zračenja.

## Radiometrijski učinak
Radiometrijski učinak ili radiometrijski efekt je pojava pokretanja tijela obješenog u razrijeđenome plinu (vakuum) kada se obasja svjetlošću. Radiometrijski učinak primjenjuje se za mjerenje energije zračenja, osobito u području vidljivog i infracrvenoga dijela spektra elektromagnetskih valova. Prvi radiometar s tim načinom rada sagradio je W. Crookes. Crookesov radiometar sastoji se od četiriju metalnih pločica, s jedne strane poliranih, a s druge pocrnjenih, ugrađenih križno na osovini, u obliku vrtuljka. Cio uređaj nalazi se u staklenoj boci s vrlo razrijeđenim zrakom. Obasja li se radiometar, svjetlost (ili infracrvene zrake) će se više apsorbirati na tamnoj strani pločica; ta strana postaje toplija i molekule zaostalog (rezidualnoga) plina jače od nje odskaču i reakcijom pokreću vrtuljak. Brzina okretanja ovisi o apsorbiranoj toplini, te je ujedno mjera izračene energije. Radiometrijski učinak ne smije se zamijeniti s takozvanim svjetlosnim tlakom (tlak elektromagnetskog zračenja), to jest izravnim djelovanjem svjetlosti na plohe.

## Fotometrija
Fotometrija je grana optike koja se bavi mjerenjem svojstava svjetlosti (svojstava izvora svjetlosti, svjetlosnoga toka i osvjetljenja površina). Povijesna fotometrijska mjerenja obavljana su s pomoću ljudskoga oka, a suvremena fotometrijska mjerenja, iako koriste elektroničke fotometre, prilagođena su osjetljivosti ljudskoga oka. Obuhvaćaju samo onaj dio spektra elektromagnetskih valova koji zamjećuje ljudsko oko, to jest ograničena su na valne duljine od približno 380 do 780 nm. Kako ljudsko oko nije jednako osjetljivo na sve valne duljine vidljive svjetlosti, za svaku se valnu duljinu s pomoću fotometrijskoga ekvivalenta i funkcije osjetljivosti vida određuje ekvivalentna vrijednost standardnog promatrača (prema Međunarodnoj organizaciji za normizaciju ISO). Mjerenjima svojstava cjelokupnoga elektromagnetskoga spektra bavi se radiometrija.

### Radiometrijske veličine i mjerne jedinice
| Veličina        | Veličina | Mjerna jedinica         | Mjerna jedinica | Napomena                            |  |
| --------------- | -------- | ----------------------- | --------------- | ----------------------------------- |  |
| naziv           | znak     | naziv                   | znak            | Napomena                            |  |
| Tok zračenja    | Φ        | vat                     | W (J/s)         | naziva se i radijacijski fluks      |  |
| Jakost zračenja | I        | vat po steradijanu      | W/sr            | naziva se i radijacijski intenzitet |  |
| Ozračenje       | E        | vat po četvornom metru  | W/m2            | naziva se i iradijancija            |  |
| Ozračenost      | H        | džul po četvornom metru | J/m2            | naziva se i ekspozicija             |  |